# Emanuel Geibel
Franz Emanuel August Geibel (født 17. oktober 1815 i Lübeck, død 6. april 1884 sammesteds) var en tysk digter.
Geibel var søn af en præst og studerede først teologi i Bonn, derpå klassisk og romansk filologi i Berlin, hvor han lærte Bettina von Arnim at kende. Gennem Savigny skaffede hun ham en plads som huslærer hos den russiske gesandt i Athen, hvor han opholdt sig 1838—39, og i nært venskab med Ernst Curtius, sammen med hvem han besøgte Cycladerne, oversatte græsk digte, der udkom 1840 under titlen Klassische Studien. Efter at være vendt hjem til Tyskland udsendte Geibel sit første bind Gedichte, der nu er udkommet i langt over 100 oplag. Han opgav tanken om en universitetsbane, kastede sig i steden for over poetiske og litterære studier, følte sig draget af tidens politiske rørelser og udgav 1841 Zeitstimmen, hvormed han sluttede sig til de politiske digtere, uden dog — hvad der fremgår af digtet An Georg Herwegh — at billige disses himmelstormende radikalisme. Han var i begyndelsen af 1840'erne gæst hos den kunstbegejstrede friherre Karl von der Malsburg på godset Escheberg ved Kassel, hvor han oversatte spanske folkesange og romancer og fuldendte tragedien König Roderich, der udkom 1844. Han levede de følgende år i Lübeck, understøttet af kong Friedrich Wilhelm IV med en livsvarig digterpension, og nu udelukkende optaget af sin digtning. Han skrev Zwölf Sonette für Slesvig-Holsten, der viste ham som harniskklædt polemiker, det farverige epos König Sigurds Brautfahrt og operateksten Loreley, som Mendelssohn ville komponere, men ikke nåede at fuldende. 
1848 udsendte Geibel endvidere Juniuslieder, et af sine berømteste værker, der både i indhold og form viser, at han som digter var modnet. 1851 blev Geibel af kong Maximilian kaldet til München, hvor han som kongens forelæser, medlem af hans Tafelrunde og titulær professor kom til at indtage en fremskudt plads i den bayerske hovedstads åndelige liv. De 17 år, Geibel i nært venskab med mange berømte forfattere og kunstnere levede her, betegner hans lykkes zenith, selv om så tung en sorg som hans hustrus død efter få års ægteskab hjemsøgte ham. Da klimaet ikke viste sig gunstigt for ham, og da han desuden under et ophold i Lübeck havde udtalt sig for Preussens hegemoni i Tyskland, hvad der blev taget ham ilde op i München, nedlagde han 1869 alle sine hædersposter og bosatte sig i sin fødeby, idet kejser Wilhelm erstattede ham pensionen fra den bayerske kabinetskasse med en tilsvarende understøttelse. Fra München havde han udgivet lystspillet Meister Andrea (1855), tragedien Brunhild (1858), Neue Gedichte (1856); senere fulgte tragedien Sophonisbe, tidsdigtene Heroldsrufe i anledning af den tysk-franske krig, og endelig, som hans femte, sidste og svageste digtsamling Spätherbstblätter (1877). Både som lyriker og epiker tælles Geibel blandt Tysklands ypperste digtere i 19. århundrede. Hans samlede værker udkom i 8 bind (Stuttgart 1883; ny udgave 1915 ved hans 100 års fødselsdag). Hans statue rejstes i Lübeck 1889.